# Giro della Provincia di Reggio Calabria 1966
Il Giro della Provincia di Reggio Calabria 1966, ventisettesima edizione della corsa, si svolse il 3 aprile 1966 su un percorso di 237,6 km, con partenza e arrivo a Reggio Calabria. La vittoria fu appannaggio dell'italiano Michele Dancelli, che completò il percorso in 6h28'30", alla media di 36,695 km/h, precedendo i connazionali Gianni Motta e Dino Zandegù.

## Ordine d'arrivo (Top 10)
| Pos. | Corridore        | Squadra            | Tempo    |
| ---- | ---------------- | ------------------ | -------- |
| 1    | Michele Dancelli | Molteni-Hutchinson | 6h28'30" |
| 2    | Gianni Motta     | Molteni-Hutchinson | s.t.     |
| 3    | Dino Zandegù     | Bianchi-Mobylette  | s.t.     |
| 4    | Rolf Maurer      | Filotex-Fiorelli   | s.t.     |
| 5    | Franco Bitossi   | Filotex-Fiorelli   | s.t.     |
| 6    | Felice Gimondi   | Salvarani          | s.t.     |
| 7    | Battista Monti   | Salvarani          | s.t.     |
| 8    | Vito Taccone     | Vittadello         | s.t.     |
| 9    | Franco Cribiori  | Vittadello         | s.t.     |
| 10   | Guido De Rosso   | Molteni-Hutchinson | s.t.     |